# اختلاس (فیلم ۱۹۱۴)
«اختلاس» (انگلیسی: The Embezzler (1914 film)) یک فیلم به کارگردانی آلن دوان است که در سال ۱۹۱۴ منتشر شد. از بازیگران آن می‌توان به پالین بوش و لان چینی اشاره کرد.